# Флаг Уйского района
Флаг У́йского муниципального района — официальный символ Уйского муниципального района Челябинской области Российской Федерации. Учреждён 30 июня 2003 года.

## Описание
«Флаг Уйского района представляет собой прямоугольное полотнище с соотношением ширины к длине 2:3, разделённое на четыре прямоугольные равные части: вверху у древка и внизу у свободного края — синее, остальные жёлтые; несущее в центре изображения фигур из герба района: красный шар, белую деревянную крепость в виде башни с кровлей, вырастающую из-за угла палисада».

## Обоснование символики
Флаг, разработанный на основе герба, отражает исторические, географические и социально-экономические особенности Уйского района. В основу флага Уйского района взят стилизованный фрагмент Уйской крепости, основанной в середине XVIII века как сторожевое укрепление между Верхнеяицкой (Верхнеуральской) и Чебаркульской крепостями (деревянная крепость в виде башни).
Белый цвет (серебро) — символ веры, чистоты, искренности, чистосердечности, благородства, откровенности и невинности.
Четверочастное деление флага и красный шар показывают, что Уйский район является географическим центром Челябинской области.
Красный цвет символизирует труд, жизнеутверждающую силу, мужество, праздник, красоту.
Уйский район богат землями, лесами, озёрами, ресурсами ископаемых. Во второй половине XIX века интенсивно развивалась золотодобыча: проводилась разработка золотоносных пластов. В районе много сельхозугодий, занимающих около 8о % территории — обо всём этом говорят жёлтые части щита.
Жёлтый цвет (золото) — это цвет солнца, скрытых сокровищ и богатства, зерна, плодородия, эликсира жизни, символизирует величие, уважение, великолепие.
Синие части флага символизируют реку Уй, давшую название районному центру и всему району, а также многочисленные малые реки, великолепные природные источники.
Синий цвет — символ возвышенных устремлений, мышления, искренности и добродетели.